# 埃德蒙·洛卡德
埃德蒙·洛卡德（法語：Edmond Locard；1877年11月13日—1966年4月4日），法国司法科学家，提出洛卡德物质交换定律（行为人一定会带走一些东西，也会留下一些东西）。这是侦查学的基础理论。